# Chrysina cunninghami
Chrysina cunninghami är en skalbaggsart som beskrevs av Daniel J. Curoe 1999. Chrysina cunninghami ingår i släktet Chrysina och familjen Rutelidae. Inga underarter finns listade i Catalogue of Life.